# Catherine Martin
Catherine Martin (26 de enero de 1965) es una diseñadora de Vestuario, Producción y Escenarios de origen australiano. Ha recibido numerosos premios en sus distintas facetas, entre ellos cuatro Oscar: dos por Moulin Rouge!  (2002) y dos por El gran Gatsby (2014). 

## Biografía y carrera
Martin nació en Lindfield, un suburbio de Sídney, Australia. Su madre, de origen francés y su padre, de origen australiano, son académicos que se conocieron en la Sorbona mientras su madre estudiaba Matemáticas y su padre se especializaba en Literatura francesa del siglo XVIII. Desde niña, a Martin le fascinaban los desfiles de moda vintage que organizaba su abuela junto con sus amigas de la iglesia y le pedía a sus padres que la llevaran al Museo de Victoria y Alberto para recorrer la sección de vestuarios.
Su madre le enseñó a usar la máquina de coser a los 6 años, y a los 15 ya creaba sus propios vestidos. En una entrevista con Tory Burch, Martin mencionó a El mago de Oz y Lo que el viento se llevó como las películas que más le inspiraron su amor por el diseño y el cine.
Estudió Artes visuales en el Colegio de las Artes de Sídney y Diseño en el Instituto Nacional de Arte Dramático, donde comenzó a colaborar con su entonces compañero de estudios, Baz Luhrmann.
Al terminar su formación, Martin trabajó como diseñadora en la producción en obras de teatro como Lake Lost (1988), La bohème (1990), Diario de un Loco y Sueño de una noche de verano.
Recreó los diseños que había hecho para la obra de teatro Strictly Ballroom cuando ésta se llevó al cine en 1992, trabajo con el que ganó dos Premios del Instituto de Cine de Australia y dos premios BAFTA por Mejor Diseño de Producción y Mejor Diseño de Vestuario. En 1996 obtuvo una nominación al Óscar por su trabajo como diseñadora de Producción en la película Romeo + Juliet, dirigida por su esposo Baz Luhrmann, en la que también hizo su debut como productora asociada, función que ha llevado a cabo en el resto de películas dirigidas por su marido: Moulin Rouge! (2001), Australia (2008), El Gran Gatsby (2013) y Elvis (2022).
Catherine Martin se casó Baz Luhrmann el 26 de enero de 1997. Tienen una hija,  Lillian "Lilly"  Amanda, nacida en 2003, y un hijo, William Alexander, nacido en 2005.
En el filme Moulin Rouge! (2001) diseñó los escenarios y el vestuario junto con Angus Strathie, obteniendo por este trabajo dos premios Óscar: uno por Dirección de Arte y otro por Diseño de Vestuario, este último compartido con Strathie.
En 2002 ganó un premio Tony por Mejor Diseño de Escenario y una nominación al mismo premio por Mejor Diseño de Vestuario (junto con Angus Strathie) por la adaptación para Broadway de La bohème de Luhrmann.
Martin diseñó el vestuario de Nicole Kidman nuevamente en 2008 para la película Australia y años después trabajó otra vez con Luhrmann en El gran Gatsby, donde supervisó a 229 constructores de escenarios y un equipo de 84 personas que trabajó en la construcción de 42 sets y cientos de trajes y vestidos, de los cuales alrededor de 800 fueron hechos a medida. Este trabajo le valió dos premios Oscar por Mejor Diseño de Vestuario y Mejor Diseño de Producción (este último junto con Beverley Dunn) en 2013. Con estos premios, se convirtió en la australiana con el mayor número de premios Oscar hasta la fecha.
En 2022 trabajó junto a Luhrmann en la película Elvis. Para este trabajo, su equipo tuvo que realizar más de 9.000 prendas de vestir y accesorios para todos los extras y 90 trajes tan solo para el personaje de Elvis. Aunque estuvo nominada por esta película al Oscar de 2023 por Mejor Diseño de Vestuario, Mejor Diseño de Producción y Mejor Película, este último por su trabajo como productora, el filme no obtuvo ningún premio.

## Vida personal
Martin conoció a Baz Lurhmann cuando estudiaba en la universidad. Se casaron en 1997 y tienen dos hijos: Lilian Amanda (nacida en 2003) y William (nacido en 2005). Ella y su familia dividen su tiempo entre Nueva York, Sidney y París.

## Filmografía

### Cine
| Año  | Título                                         | Director              | Créditos como           | Créditos como            | Créditos como | Notas                                            | Ref.   |
| Año  | Título                                         | Director              | Diseñadora de vestuario | Diseñadora de producción | Productora    | Notas                                            | Ref.   |
| ---- | ---------------------------------------------- | --------------------- | ----------------------- | ------------------------ | ------------- | ------------------------------------------------ | ------ |
| 1988 | Interim                                        | Jean-Pierre Améris    | No                      | Sí                       | No            | Cortometraje                                     |        |
| 1989 | Out of the Body                                | Brian Trenchard-Smith | Sí                      | No                       | No            |                                                  |        |
| 1992 | El amor está en el aire                        | Baz Luhrmann          | No                      | Sí                       | No            |                                                  | [ 17 ] |
| 1996 | Romeo + Juliet                                 | Baz Luhrmann          | No                      | Sí                       | Sí            | Productora asociada                              | [ 17 ] |
| 2002 | Moulin Rouge!                                  | Baz Luhrmann          | Sí                      | Sí                       | No            | Diseñadora de vestuario junto con Angus Strathie | [ 17 ] |
| 2008 | Australia                                      | Baz Luhrmann          | Sí                      | Sí                       | No            |                                                  | [ 17 ] |
| 2012 | Waist Up/Waist Down                            | Baz Luhrmann          | Sí                      | Sí                       | No            | Cortometraje                                     |        |
| 2012 | Ugly Chic                                      | Baz Luhrmann          | Sí                      | No                       | No            | Cortometraje                                     |        |
| 2012 | The Surreal Body                               | Baz Luhrmann          | Sí                      | No                       | No            | Cortometraje                                     |        |
| 2012 | The Exotic Body                                | Baz Luhrmann          | Sí                      | Sí                       | No            | Cortometraje                                     |        |
| 2012 | The Classical Body                             | Baz Luhrmann          | Sí                      | Sí                       | No            | Cortometraje                                     |        |
| 2012 | Schiaparelli & Prada: Impossible Conversations | Baz Luhrmann          | Sí                      | Sí                       | No            | Cortometraje                                     |        |
| 2012 | Naif Chic                                      | Baz Luhrmann          | Sí                      | Sí                       | No            | Cortometraje                                     |        |
| 2012 | Hard Chic                                      | Baz Luhrmann          | Sí                      | Sí                       | No            | Cortometraje                                     |        |
| 2013 | El gran Gatsby                                 | Baz Luhrmann          | Sí                      | Sí                       | Sí            | Diseñadora de producción junto con Karen Murphy  | [ 17 ] |
| 2017 | ERDEM x H&M: The Secret Life of Flowers        | Baz Luhrmann          | No                      | No                       | Sí            | Cortometraje                                     |        |
| 2022 | Elvis                                          | Baz Luhrmann          | Sí                      | Sí                       | Sí            | Diseñadora de producción junto con Karen Murphy  | [ 17 ] |

### Televisión
| Año       | Título             | Créditos como           | Créditos como            | Créditos como | Notas                               |
| Año       | Título             | Diseñadora de vestuario | Diseñadora de producción | Productora    | Notas                               |
| --------- | ------------------ | ----------------------- | ------------------------ | ------------- | ----------------------------------- |
| 1994      | Great Performances | No                      | Sí                       | No            | Episodio: "La boheme"               |
| 2016–2017 | The Get Down       | Sí                      | No                       | Sí            | Productora ejecutiva (11 episodios) |

## Premios y distinciones
Premios Óscar
| Año  | Categoría                 | Película       | Resultado |
| ---- | ------------------------- | -------------- | --------- |
| 1997 | Mejor dirección artística | Romeo + Juliet | Nominada  |
| 2002 | Mejor dirección artística | Moulin Rouge!  | Ganadora  |
| 2002 | Mejor diseño de vestuario | Moulin Rouge!  | Ganadora  |
| 2009 | Mejor diseño de vestuario | Australia      | Nominada  |
| 2014 | Mejor diseño de vestuario | El gran Gatsby | Ganadora  |
| 2014 | Mejor dirección artística | El gran Gatsby | Ganadora  |

Premios Óscar
| Año  | Categoría                  | Título | Resultado | Notas                                                                          | Ref.   |
| ---- | -------------------------- | ------ | --------- | ------------------------------------------------------------------------------ | ------ |
| 2023 | Mejor Película             | Elvis  | Nominada  | Compartido con Baz Luhrmann, Gail Berman, Patrick McCormick and Schuyler Weiss | [ 22 ] |
| 2023 | Mejor Diseño de Producción | Elvis  | Nominada  | Compartido con Karen Murphy and Beverley Dunn                                  | [ 22 ] |
| 2023 | Mejor Diseño de Vestuario  | Elvis  | Nominada  |                                                                                | [ 22 ] |

British Academy Film Awards (BAFTA)
| Año  | Categoría                  | Título            | Resultado | Notas                                                                           | Ref.   |
| ---- | -------------------------- | ----------------- | --------- | ------------------------------------------------------------------------------- | ------ |
| 1993 | Mejor Diseño de Producción | Strictly Ballroom | Ganó      |                                                                                 | [ 23 ] |
| 1993 | Mejor Diseño de Vestuario  | Strictly Ballroom | Ganó      | Compartido con Angus Strathie                                                   | [ 23 ] |
| 1998 | Mejor Diseño de Producción | Romeo + Juliet    | Ganó      |                                                                                 | [ 24 ] |
| 2002 | Mejor Diseño de Producción | Moulin Rouge!     | Nominada  |                                                                                 | [ 25 ] |
| 2002 | Mejor Diseño de Vestuario  | Moulin Rouge!     | Nominada  | Compartido con Angus Strathie                                                   | [ 25 ] |
| 2014 | Mejor Diseño de Producción | El gran Gatsby    | Ganó      | Compartido con Beverley Dunn                                                    | [ 26 ] |
| 2014 | Mejor Diseño de Vestuario  | El gran Gatsby    | Ganó      |                                                                                 | [ 26 ] |
| 2023 | Mejor Película             | Elvis             | Nominada  | Compartido con Gail Berman, Baz Luhrmann, Patrick McCormick, and Schuyler Weiss | [ 27 ] |
| 2023 | Mejor Diseño de Producción | Elvis             | Nominada  | Compartido con Karen Murphy and Bev Dunn                                        | [ 27 ] |
| 2023 | Mejor Diseño de Vestuario  | Elvis             | Ganó      |                                                                                 | [ 27 ] |

Premios Tony
| Año  | Categoría                 | Título    | Resultado | Notas                         | Ref.   |
| ---- | ------------------------- | --------- | --------- | ----------------------------- | ------ |
| 2003 | Mejor Diseño de Escenario | La bohème | Ganó      |                               | [ 28 ] |
| 2003 | Mejor Diseño de Vestuario | La bohème | Nominada  | Compartida con Angus Strathie | [ 29 ] |

Premios del Instituto Australiano de Cine
| Año  | Categoría                  | Título            | Resultado | Notas                                                                       | Ref.   |
| ---- | -------------------------- | ----------------- | --------- | --------------------------------------------------------------------------- | ------ |
| 1992 | Mejor Diseño de Producción | Strictly Ballroom | Ganó      |                                                                             | [ 30 ] |
| 2001 | Mejor Diseño de Producción | Moulin Rouge!     | Ganó      |                                                                             | [ 31 ] |
| 2001 | Mejor Diseño de Vestuario  | Moulin Rouge!     | Ganó      | Compartido con Angus Strathie                                               | [ 31 ] |
| 2009 | Mejor Diseño de Producción | Australia         | Ganó      | Compartido con Ian Gracie, Karen Murphy, Beverley Dunn                      | [ 31 ] |
| 2009 | Mejor Diseño de Vestuario  | Australia         | Ganó      | Compartido con Eliza Godman                                                 | [ 31 ] |
| 2022 | Mejor película             | Elvis             | Ganó      | Compartido con Baz Luhrmann, Gail Berman, Patrick McCormick, Schuyler Weiss | [ 31 ] |
| 2022 | Mejor Diseño de Vestuario  | Elvis             | Ganó      |                                                                             | [ 31 ] |
| 2022 | Mejor Diseño de Producción | Elvis             | Ganó      | Compartido con Karen Murphy y Beverley Dunn                                 | [ 31 ] |

### Honores
- 1999: Premio Byron Kennedy del Instituto de Cine de Australia.[32]
- 2022: Premio Longfors Lyell de la Academia Australiana de Cine y Televisión.[32]